# Judith Tondo
Pour les articles homonymes, voir Tondo (homonymie).
Judith Tondo Lungemba, connue sous le nom de Judith Tondo, née le 20 juin 1988, est une footballeuse congolaise évoluant au poste de milieu de terrain. Elle est membre de l'équipe nationale féminine de la république démocratique du Congo[Quand ?].

## Carrière internationale
Judith Tondo a été sélectionnée avec l'équipe de république démocratique du Congo au niveau senior lors du Championnat d'Afrique féminin de football 2012.